# Paralelo 41 S
O Paralelo 41 S é um paralelo no 41° grau a sul do plano equatorial terrestre.
Começando pelo Meridiano de Greenwich e tomando a direção leste, o paralelo 41° Sul passa por:
| País, território ou mar | Notas               |
| ----------------------- | ------------------- |
| Oceano Atlântico        |                     |
| Oceano Índico           |                     |
| Austrália               |                     |
| Austrália               | Tasmânia            |
| Estreito de Bass        |                     |
| Austrália               | Tasmânia            |
| Oceano Pacífico         | Mar da Tasmânia     |
| Nova Zelândia           | Ilha Sul            |
| Baía de Tasman          |                     |
| Nova Zelândia           | Ilha Sul            |
| Oceano Pacífico         | Mar da Tasmânia     |
| Nova Zelândia           | Ilha Norte          |
| Oceano Pacífico         |                     |
| Chile                   |                     |
| Argentina               |                     |
| Oceano Atlântico        | Golfo de São Matias |
| Argentina               |                     |
| Oceano Atlântico        |                     |